# Maʻmar ibn Rāshid
Ma'mar ibn Rashid (713-770) était un savant du huitième siècle d'origine persane, cité comme une autorité dans les six sommes canoniques de hadiths sunnites.
Il écrivit une biographie de Mahomet,.